# Отношения ДР Конго и Замбии
Отношения Демократической Республики Конго и Замбии — двусторонние дипломатические отношения между Демократической Республикой Конго (до 1997 года — Заир) и Замбией. Протяжённость государственной границы между странами составляет 2332 км.

## История
В 1980-е годы после прихода к власти в Заире Мобуту Сесе Секо отношения этого государства с рядом соседних стран резко ухудшились, в частности правительство Заира стало воспринимать Замбию и Танзанию в качестве враждебных государств. Между Заиром и Замбией начались пограничные столкновения, нередко оканчивавшиеся стрельбой. В августе 1984 года отношения между странами ещё сильнее ухудшились, когда заирские власти объявили эмигрантам из Замбии, что их депортируют из страны в ответ на изгнание Замбией мигрантов из Заира и Западной Африки в июле этого года. Однако, 25 августа 1984 года Мобуту Сесе Секо отменил распоряжение о депортации замбийцев, но многие из них уже успели покинуть страну. По сообщениями радиостанций в Лусаке заирские чиновники обманом заманивали замбийцев на стадионы под предлогом передачи важной информации из Лусаки, где их затем подвергали избиениям.
Основная причина вражды между Заиром и Замбией была в экономической сфере. Из Замбии поступала контрабандная продукция в мятежный заирский регион Шаба, что и вызвало значительную напряжённость между двумя странами. В 1983 году Замбия была вынуждена размещать дополнительные войска на границе, чтобы остановить поток контрабанды. С тех пор и начались периодические пограничные инциденты, связанные со стычками между заирскими и замбийскими солдатами. В конце 1984 года Заир объявил о создании Гражданской гвардии для патрулирования границы, чтобы такие инциденты не привели непосредственно к войне между странами. В 1988 году обе страны ввели строгий визовый режим в попытке остановить поток контрабандной продукции. В 1989 году Заир и Замбия подписали соглашение о делимитации государственной границы. В ноябре 1991 года Заир и Замбия возобновили железнодорожное сообщение между странами.
В 1996 году в Заире началась гражданская война. В результате боевых действий тысячи заирцев пересекли границу с Замбией и осели в лагерях для беженцев. В результате войны Мобуту Сесе Секо был свергнут, а Заир переименовали в Демократическую Республику Конго. В 1998 году на территории ДР Конго вспыхнула Великая африканская война в которой приняли участие 9 государств. В июле 1999 года в Лусаке произошло подписание соглашения о прекращении боевых действий в ДР Конго.
В настоящее время Замбия претендует на часть территории ДР Конго, расположенную на правом берегу реки Лункинда. В 2016 году в Замбии проживало 21338 беженцев из ДР Конго.

## Торговля
В 2014 году экспорт Замбии в ДР Конго составил сумму 803 млн долларов США. В 2017 году страны договорились о строительстве моста через реку Луапула, стоимость проекта оценивается в 85 млн долларов США.